# Ermita de Sant Joaquim d'Ademús
L'Ermita de Sant Joaquim d'Ademús és l'antiga capella de l'Hospital de Pobres de Santa Anna de la vil·la d'Ademús, al Racó d'Ademús.

## Història
L'Hospital de Santa Anna va ser fundat a mitjans del segle xv per la municipalitat, que va obtenir el privilegi d'establiment de Joan el Gran, germà d'Alfons el Magnànim. És d'estil gòtic i de gran valor històric-artístic a nivell comarcal: es tracta de l'últim hospital dels quatre que hi va haver a les terres d'Ademús.

## Descripció
La capelleta de Sant Joaquim es troba a la costera del mateix nom, envoltada de cases que antigament formaren part de les instal·lacions hospitalàries, ara desaparegudes, com també el cementiri o fossar de santa Anna. L'ermita és de reduïdes dimensions, de planta quadrada, amb portada d'arc gòtic.

## Patrimoni moble
No queda cap objecte d'interés dins de la capella de sant Joaquim. Fins i tot el seu antic sostre de fusta, de tradició àrab, va ser suprimit fa unes dècades.